# Meterenbeek
De Meterenbeek (Frans: Meteren Becque) is een riviertje in de Westhoek in het Franse Noorderdepartement.
Deze beek ontspringt op de Katsberg en loopt in zuidelijke richting langs en door Oud-Berkijn, Meteren, Merris, Belle, Outtersteene, Le Doulieu en Estaires waar zij bij Pont d'Estaires in de Leie uitmondt.